# Serial Digital Interface
Последовательный цифровой интерфейс (англ. Serial Digital Interface, SDI) — семейство профессиональных цифровых видеоинтерфейсов, стандартизованных обществом инженеров кино и телевидения.

## История
- Первая редакция стандарта была разработана МСЭ-Р в 1986 году как Рекомендация CCIR-656, которая определяла последовательные и параллельные интерфейсы телевизионного студийного оборудования для передачи цифрового компонентного видеосигнала уровня 4:2:2.[1] Рекомендация МСЭ-R BT.656 (бывшая CCIR-656) также редактировалась и дополнялась в 1992, 1994, 1995, 1998, 2007 годах.[2].
- В том же 1986 году на выставке в Хьюстоне штат Техас был продемонстрирован первый цифровой последовательный интерфейс.[1]
- Дальнейшая проработка характеристик для реализации последовательных интерфейсов была опубликована Европейским вещательным союзом в 1991 году в EBU Tech. 3267.[3]
- Детализацию стандарта и разработку новых взаимосвязанных стандартов проводило уже общество инженеров кино и телевидения SMPTE. Первый стандарт, SMPTE 259M, принятый в 1993 году (с последующей редакцией 1997 года), регламентировал передачу 4:2:2 компонентных и композитных цифровых видеосигналов в телевизионных системах с 525 строками и с 625 строками по последовательному цифровому интерфейсу.[4].
- Позже вышли стандарты, описывающие передачу сигналов высокой чёткости. В 1996 году опубликован SMPTE-292M, описывающий последовательный цифровой коаксиальный и волоконно-оптический интерфейс для компонентных сигналов HDTV с потоками от 1,3 до 1,5 Гбит/с. Получил распространение как HD-SDI.
- В 2002 году опубликован стандарт SMPTE 372M передачи видео высокой четкости формата 1080i/p по двум линиям связи 1,5 Гбит/c.
- Новый стандарт 3G-SDI, позволяющий передавать видео 1080р50 по одному кабелю в 2005 году опубликован в Рекомендации ITU-R BT.1120, в 2006 году принят как стандарт SMPTE ST 425:2006.[5].
- В 2006 году принят стандарт SMPTE ST 297:2006 описывающий оптический интерфейс для всех потоков SDI от 143 Мбит/с до 3 Гбит/с.[5]
- С 2013 года ведется разработка стандартов для передачи сигналов телевидения сверхвысокой чёткости по электрическим и оптическим интерфейсам. Рабочая группа 32NF-70 ведет разработку стандартов ST-2081, ST-2082 и ST-2083 для 6 Гбит/с, 12 Гбит/с и 24 Гбит/с SDI соответственно. Предполагаемая дата завершения 30 июня 2015 года.[6][7]

## Виды
Существует несколько стандартов SDI:
- SD-SDI — для передачи цифрового видео вещательного качества стандартного разрешения;
- ED-SDI (Enhanced Definition Serial Digital Interface) — для передачи цифрового видео улучшенного качества с прогрессивной развёрткой;
- HD-SDI (High-Definition Serial Digital Interface) — SDI для телевидения высокой чёткости (ТВЧ) предусматривает поток данных 1485 Мбит/с;
- Dual Link HD-SDI — для ТВЧ с прогрессивной развёрткой, позволяет передавать до 2970 Мбит/с посредством двух физических соединений HD-SDI;
- 3G-SDI — для передачи ТВЧ с прогрессивной развёрткой потоком до 2970 Мбит/с посредством одного коаксиального кабеля.

Стандарты на стадии разработки:
- 6G-SDI — для передачи сигналов телевидения сверхвысокой чёткости (UHDTV) до 2160/30p со скоростью 5,94 Гбит/c
- 12G-SDI — для передачи сигналов UHDTV до 2160/60p со скоростью 11,88 Гбит/c

Эти стандарты используются для передачи несжатых и некодированных цифровых видеосигналов (могут также иметь вложенные аудиопотоки и/или таймкод) в профессиональном телевизионном оборудовании. Передача потока данных 2970 Мбит/с возможна на расстояние до 300 м по коаксиальному кабелю.

## Электрический интерфейс
В различных стандартах последовательного цифрового интерфейса используется один (и более) коаксиальный кабель волновым сопротивлением 75 Ом с разъёмами типа BNC. Такой же кабель используется для аналогового композитного видео, но для цифрового потока предпочтительнее кабели более высокого качества. Размах сигнала 800 мВ (±10 %). Затухание сигнала при передаче на большие расстояния могут компенсироваться на приёмной стороне, что делает возможным передачу потока 270 Мбит/с на расстояние до 300 м. Для HD-потоков расстояние обычно не более 100 м.
Для передачи цифрового компонентного некомпрессированного видеосигнала используется канальное кодирование с модифицированным кодом без возвращения к нулю (БВНМ) в сочетании со скремблированием. Интерфейс является самосинхронизируемым. Кадровая синхронизация осуществляется специальным синхронизирующим пакетом данных, состоящим из последовательности подряд идущих 10 единиц и 20 нулей (20 единиц и 40 нулей для HD).

### Стандарты
| Стандарт     | Название         | Битрейт                                                      | Примеры видеоформатов   |
| ------------ | ---------------- | ------------------------------------------------------------ | ----------------------- |
| SMPTE 259M   | SD-SDI           | 270 Мбит/с, 360 Мбит/с, 143 Мбит/с, и 177 Мбит/с             | 480i, 576i              |
| SMPTE 344M   | ED-SDI           | 540 Мбит/с                                                   | 480p, 576p              |
| SMPTE 292M   | HD-SDI           | 1.485 Гбит/с и 1.485/1001 Гбит/с                             | 720p, 1080i, 1080p25/30 |
| SMPTE 372M   | Dual Link HD-SDI | 2.970 Гбит/с и 2.970/1.001 Гбит/с                            | 1080p50/60              |
| SMPTE 424M   | 3G-SDI           | 2.970 Гбит/с и 2.970/1.001 Гбит/с                            | 1080p50/60              |
| SMPTE 2081-1 | 6G-SDI           | 5.94 Гбит/с и 5.94/1.001 Гбит/с                              | 4K 2160p25/30           |
| SMPTE 2082-1 | 12G-SDI          | 11.88 Гбит/с и 11.88/1.001 Гбит/с, а также multilink 12G-SDI | 4K 2160p50/60           |

### Скорости передачи данных
Для передачи SDI используются следующие скорости потока:
- Для видеоустройств стандартной четкости, как установлено стандартом SMPTE 259M, возможны потоки 270 Мбит/с, 360 Мбит/с, 143 Мбит/с и 177 Мбит/с. Наиболее распространенная скорость потока — 270 Мбит/с, тем не менее, иногда встречается и 360 Мбит/с интерфейс (используется для широкоэкранного видео стандартной четкости). Интерфейсы 143 и 177 Мбит/с предназначены для передачи композитного видео (PAL или NTSC) в цифровой форме и ныне считаются устаревшими.
- Для передачи цифрового видео улучшенного качества с прогрессивной разверткой (в основном 525p) установлено несколько 540 Мбит/с интерфейсов, включающих также интерфейс, состоящий из двух физических соединений 270 Мбит/с интерфейсов. Встречается довольно редко.
- Для устройств ТВЧ, интерфейс SDI определён стандартом SMPTE 292M. Установлены два потока — 1,485 Гбит/с и 1,485/1,001 Гбит/с. Коэффициент 1/1,001 введен, чтобы обеспечить SMPTE 292M поддержку видеоформатов с частотой кадров 59,94 Гц, 29,97 Гц и 23,98 Гц, для совместимости наверх с существующими системами NTSC. Версия стандарта 1,485 Гбит/с поддерживает и другие широко распространенные форматы с частотой кадров 60 Гц, 50 Гц, 30 Гц, 25 Гц и 24 Гц. Таким образом при номинальной скорости потока 1,5 Гбит/с возможна передача обеих версий стандарта.
- Для устройств телевидения сверхвысокой четкости, требующих более высокой четкости, частоты кадров или глубины цвета, чем предоставляется возможным в интерфейсе HD-SDI, стандарт SMPTE 372M определяет интерфейс с двумя физическими соединениями. Этот интерфейс состоит из двух подключений SMPTE 292M, функционирующих в параллели. В частности, поддерживается формат 1080p (4:2:2, 10-бит) c частотой кадров 60 Гц, 59,94 Гц и 50 Гц, а также и с 12-битной глубиной цвета, RGB- кодированием и цветовой дискретизацией 4:4:4.
- Интерфейс, именуемый 3 Гбит/с (более точно — 2,97 Гбит/с, но чаще упоминается, как «3-гигабитный») стандартизован SMPTE 424M. Стандарт поддерживает все характеристики, поддерживаемые двойным интерфейсом 1,485 Гбит/с, а для передачи требуется только один кабель, а не два.

## Дополнительные данные
SMPTE 259M, SMPTE 292M включают поддержку дополнительных данных по стандарту SMPTE 291M. Дополнительные данные представляют собой стандартизованный поток данных для передачи в составе потока цифрового последовательного интерфейса. Помимо видео, в поток SDI могут быть включены вложенный звук, субтитры, тайм-код, сигналы обнаружения ошибок (EDH) и другие виды метаданных.

### Вложенный звук
Оба стандарта SD и HD-SDI предусматривают передачу до 16 каналов вложенного звука. В этих двух стандартах формирование пакетов звуковых данных происходит по-разному — SD использует стандарт SMPTE 272M, тогда как HD — стандарт SMPTE 299M. В обоих случаях SDI поток может содержать до 16 звуковых каналов (4 группы по 4 канала) с частотой дискретизации 48 кГц и 24-битным квантованием, совместимые со стандартом AES/EBU.

### Сигналы обнаружения ошибок (EDH)
Протокол обнаружения ошибок (SMPTE RP 165—1994, ITU-R BT.1304) является дополнительным, но обычно используется в цифровом последовательном интерфейсе. Протокол позволяет приёмному оборудованию SD-SDI проверять корректный приём каждого поля видеосигнала. Передающее оборудование рассчитывает две суммы контрольного значения циклического избыточного кода для каждого поля — одна соответствует полному кадру, другая соответствует одному полю, и помещает их в сигнал обнаружения ошибок (EDH) в пакет дополнительных данных.
Сигнал обнаружения ошибок (EDH) не исправляет ошибки, а только их детектирует. Также не существует механизма, при котором поля с выявленными ошибками могли бы быть переданы снова.
EDH не используется в стандарте высокой четкости HD-SDI, так как в стандарте заложена передача суммы контрольного значения циклического избыточного кода каждой строки.